# Georgii Karpetjenko
Georgii Dmitrievitj Karpetjenko, född 21 april 1899, död 28 juli 1941, var en rysk ärftlighetsforskare och cytolog.
Georgii Dmitrievitj Karpetjenko vann på 1920-talet internationell berömmelse genom sin utomordentligt instruktiva och grundliga analys av bastarder mellan kålsläktet och rättikor. I avkomman från dessa bastarder erhöll Karpetjenko allopolyploida, konstanta och fertila produkter med summan av föräldrarnas kromosomtal och bidrog härigenom i hög grad till klargörandet av artkorsningens och polyploidins betydelse för de högre växternas evolution. Han hävdades ha stupat vid Leningrads belägring under andra världskriget.